# جون ريان (سياسي أسترالي)
جون ريان (بالإنجليزية: John Ryan)‏ هو سياسي أسترالي، ولد في 1 ديسمبر 1890 في أديلايد في أستراليا، وتوفي في 13 أكتوبر 1974 في أستراليا. حزبياً، نشط في حزب العمال الأسترالي. وقد انتخب عضو مجلس الشيوخ الأسترالي ‏ عن دائرة جنوب أستراليا ‏ (1 يوليو 1950 – 30 يونيو 1959).